# Amina Figarova
Amina Figarova (Baku, 1964. december 2. –) azeri születésű dzsesszzongorista.

## Pályakép
Kisgyerek kora óta tanult zongorázni és hat évesen már megkezdte a zeneszerzés szabályainak tanulmányozását is. A bakui Zeneakadémián klasszikus zongoraművészetet tanult. 1988-ban a moszkvai dzsesszfesztiválon lépett fel, majd meghívást kapott a Rotterdami Konzervatóriumba, ahol felkeltették érdeklődését a dzsessz iránt. Tanulmányait a Bostoni Berklee Zeneművészeti Főiskolán teljesítette ki.

## Lemezek
- Attraction (1994)
- Night Train (2002)
- Amina Figarova Live in Amsterdam, 2005
- September Suite, 2005

- Above the Clouds, 2008
- Sketches, 2010
- Twelve, 2012
- Blue Whisper, 2015
- Road to the Sun, 2018
- Persistence, 2020